# Schlattingen
Schlattingen ist eine ehemalige Ortsgemeinde und eine Ortschaft in der politischen Gemeinde Basadingen-Schlattingen im Bezirk Frauenfeld des Kantons Thurgau in der Schweiz.
Von 1816 bis 1998 war Schlattingen eine Ortsgemeinde in der Munizipalgemeinde Basadingen. Am 1. Januar 1999 fusionierte die ehemalige Ortsgemeinde im Zuge der Gemeindereorganisation des Kantons Thurgau zur Gemeinde Basadingen-Schlattingen.

## Geographie

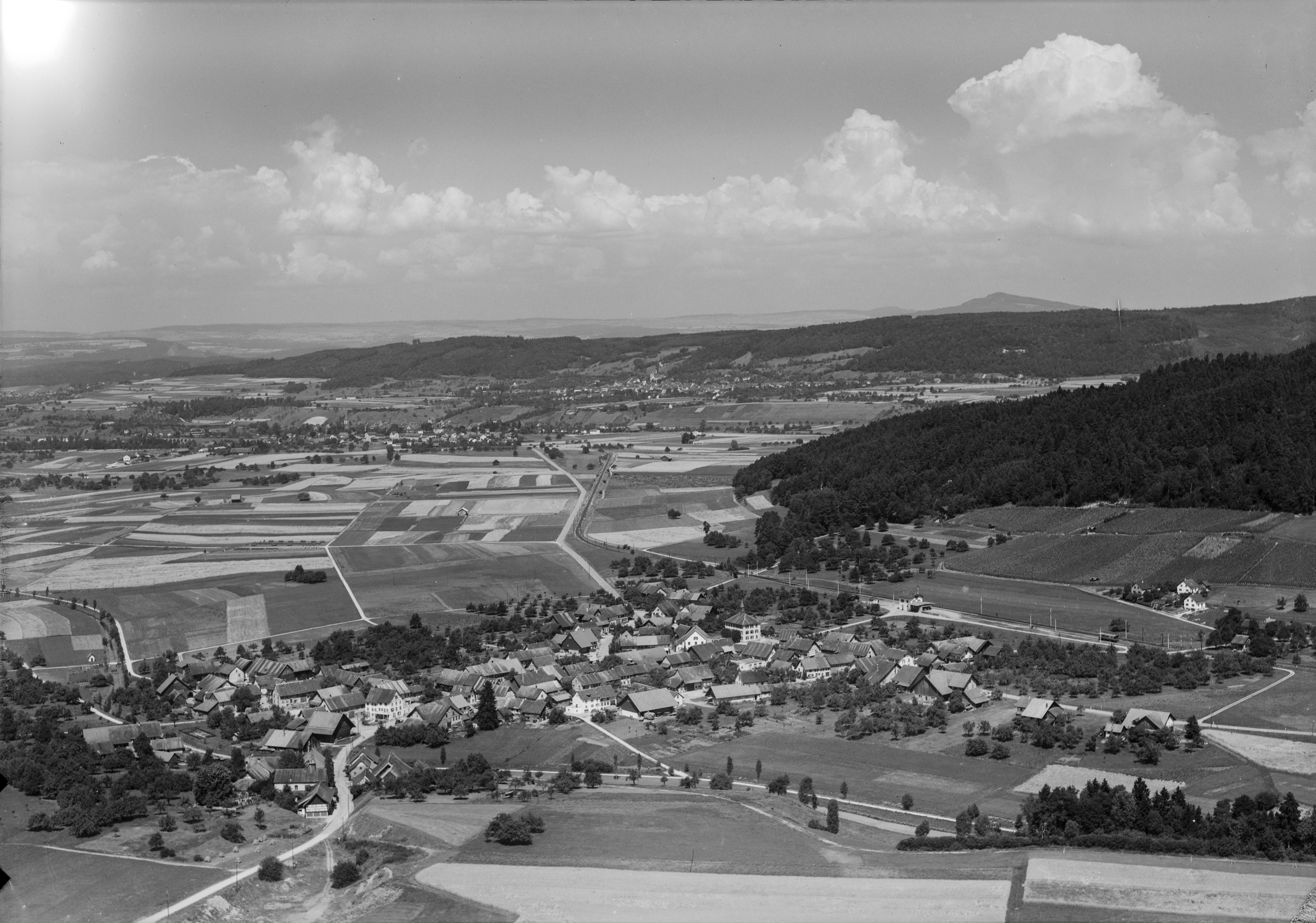
Schlattingen im Jahr 1954, im Hintergrund Diessenhofen und Gailingen

Schlattingen liegt in der Geisslibachsenke wenige Kilometer südlich des Hochrheins und südöstlich von Diessenhofen. In Schlattingen ist der südlich der Geisslibachsenke gelegene geschlossene Kirchbereich, der aus dem 13. Jahrhundert datiert, vom Strassen- und Haufendorf getrennt, das sich bis zum Hang des Rodenbergs erstreckt.
An den Hängen des Rodenberges sind neuere Häuser gebaut worden.
Schlattingen verfügt über einen Bahnhof an der Seelinie.

## Geschichte

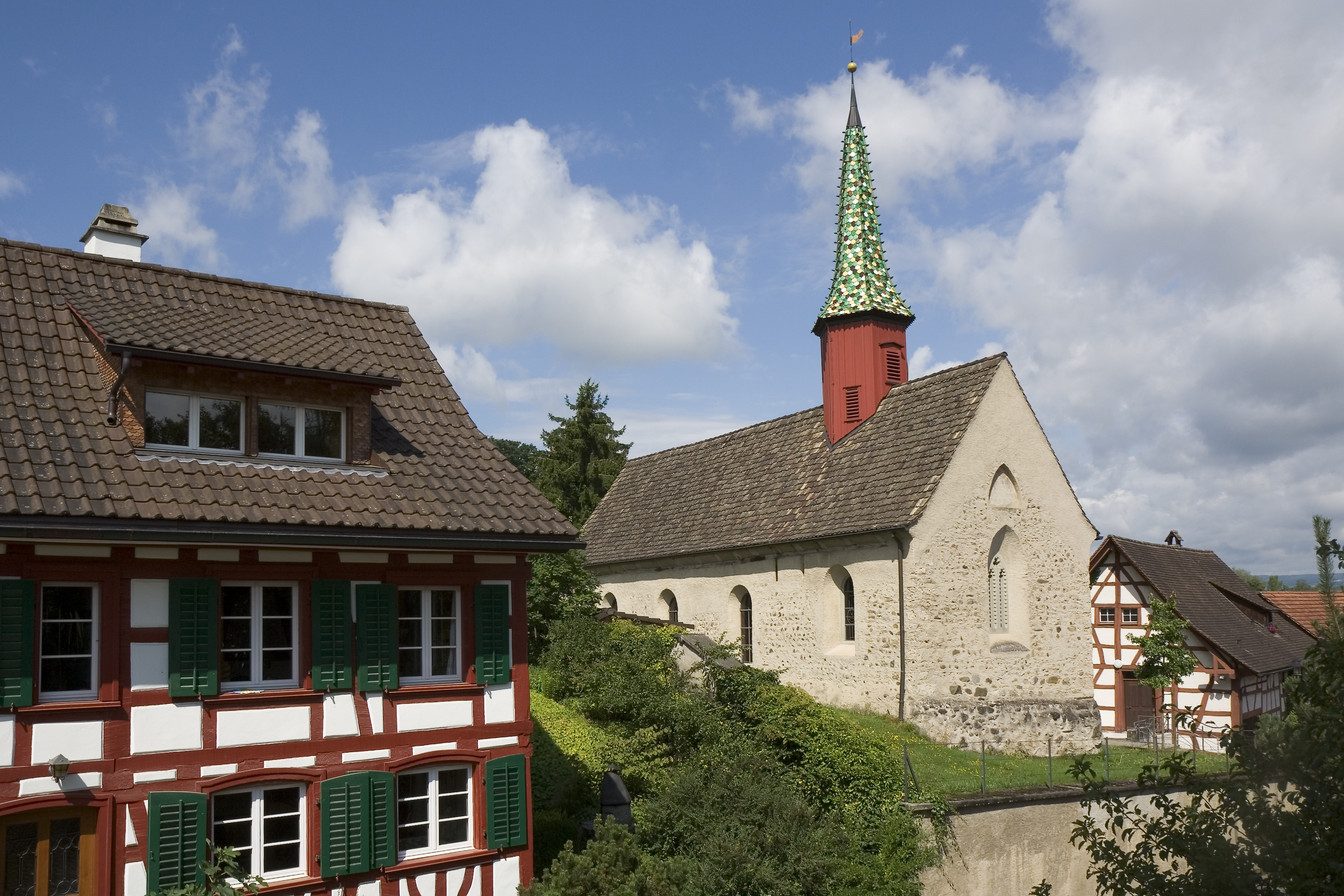
Das Schiff der Kirche St. Georg stammt aus dem 12./13. Jahrhundert, der Chor im frühgotischen Stil aus dem Ende des 13. Jahrhunderts. Im 14./15. Jahrhundert wurde der Chor erhöht und das Kirchenschiff verlängert.

Erstmals erwähnt wurde die Ortschaft im Jahre 897 als Slattingarro. Fundstücke aus der Altsteinzeit sowie aus der Römischen Zeit beweisen, dass sich jedoch schon früher Menschen in dieser Gegend niedergelassen haben. Im Mittelalter verfügten vor allem die Klöster St. Gallen, Münsterlingen, St. Katharinental und Wagenhausen über grosse Besitztümer innerhalb Schlattingens. Von 1489 bis 1798 übte die Stadt Diessenhofen die Niedere Gerichtsbarkeit in Schlattingen aus.
Die Kollatur der 1275 erwähnten Kirche gehörte der Familie Göberg. Bald nach der Reformation wurde Schlattingen nach Stammheim pfarrgenössig. Diessenhofer Pfarrhelfer hielten ab 1585 die Predigt. 1827 wurde die Schlattinger Kirche Filialkirche Basadingens.
Die Gemeinde bezog Ende des 18. Jahrhunderts Grundzinsen und besass 259 Jucharten Wald.
In Schlattingen hatte der Weinanbau schon früh Tradition. Daneben Korn-, Obst- und Kleebau sowie ab dem 19. Jahrhundert vermehrt Milchwirtschaft betrieben. 1896 bis 1925 wurde Glimmersand abgebaut. Zwischen 1920 und 1980 sank der Anteil der in der Landwirtschaft Erwerbstätigen von 72 % auf knapp 46 %. In der gleichen Zeitspanne nahm der Anteil des Dienstleistungssektors um etwa 23 % zu. 1945 entstand eine neue Wohnsiedlung.
Im Südosten Schlattingens liegt die Wüstung Äppelhausen. Der Siedlungsplatz war vom Neolithikum bis in die erste Hälfte des 20. Jahrhunderts bewohnt.

## Wappen
Blasonierung: In Schwarz mit schreitendem weissem, gelbbewehrtem und gezungtem Löwen.

Der Löwe steht dafür, dass die Grafen von Kyburg in Schlattingen Vogteirechte besassen.

## Bevölkerung
| Jahr         | 1850  | 1900  | 1950  | 1990  | 2000  | 2010  | 2018  |
| Ortsgemeinde | 488   | 333   | 406   | 512   |       |       |       |
| Ortschaft    |       |       |       |       | 522   | 692   | 756   |
| Quelle       | [ 5 ] | [ 5 ] | [ 5 ] | [ 5 ] | [ 7 ] | [ 8 ] | [ 2 ] |

Von den insgesamt 756 Einwohnern der Ortschaft Schlattingen im Jahr 2018 waren 123 bzw. 16,3 % ausländische Staatsbürger. 370 (48,9 %) waren evangelisch-reformiert und 132 (17,5 %) römisch-katholisch.

## Sehenswürdigkeiten
In Schlattingen ist vor allem die Kirche am südwestlichen Dorfende zu erwähnen, welche vom eigentlichen Dorf, welches von alten Häusern geprägt ist, durch den Geisslibach abgetrennt. Zu den Kulturgütern in Schlattingen zählen zudem das Schulhaus Im Zelgli.

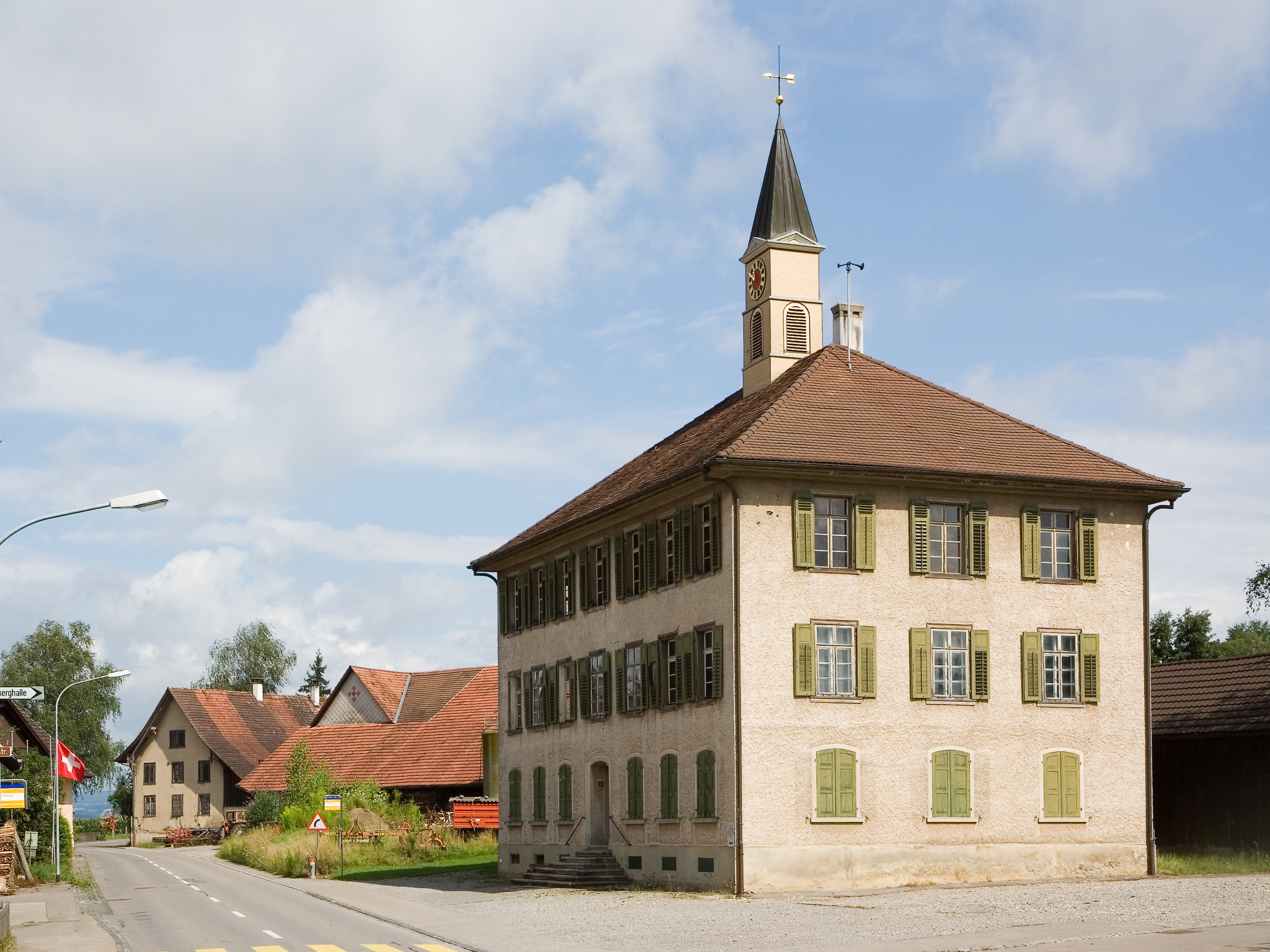
Schul- und Gemeindehaus Im Zelgli
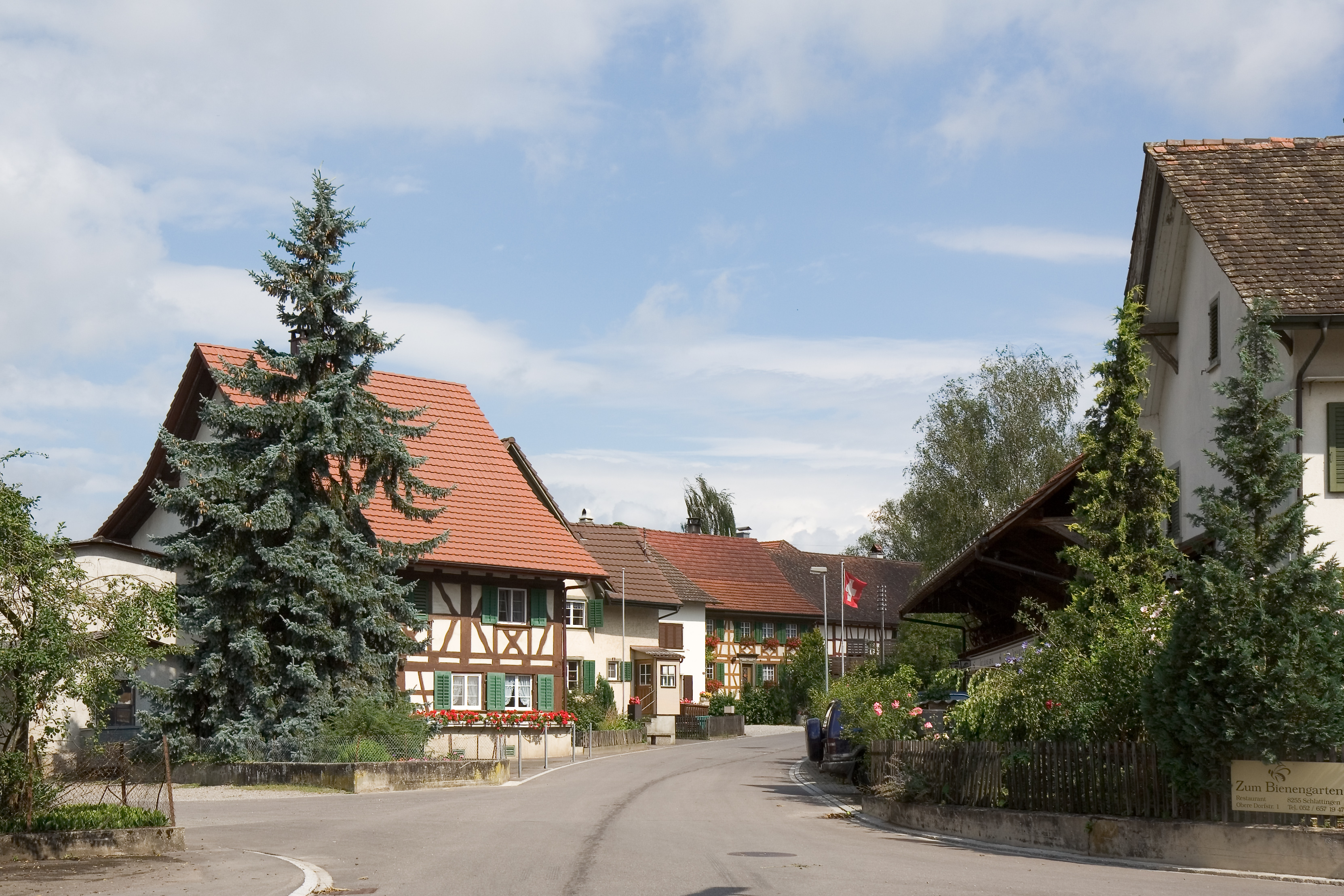
Dorfpartie
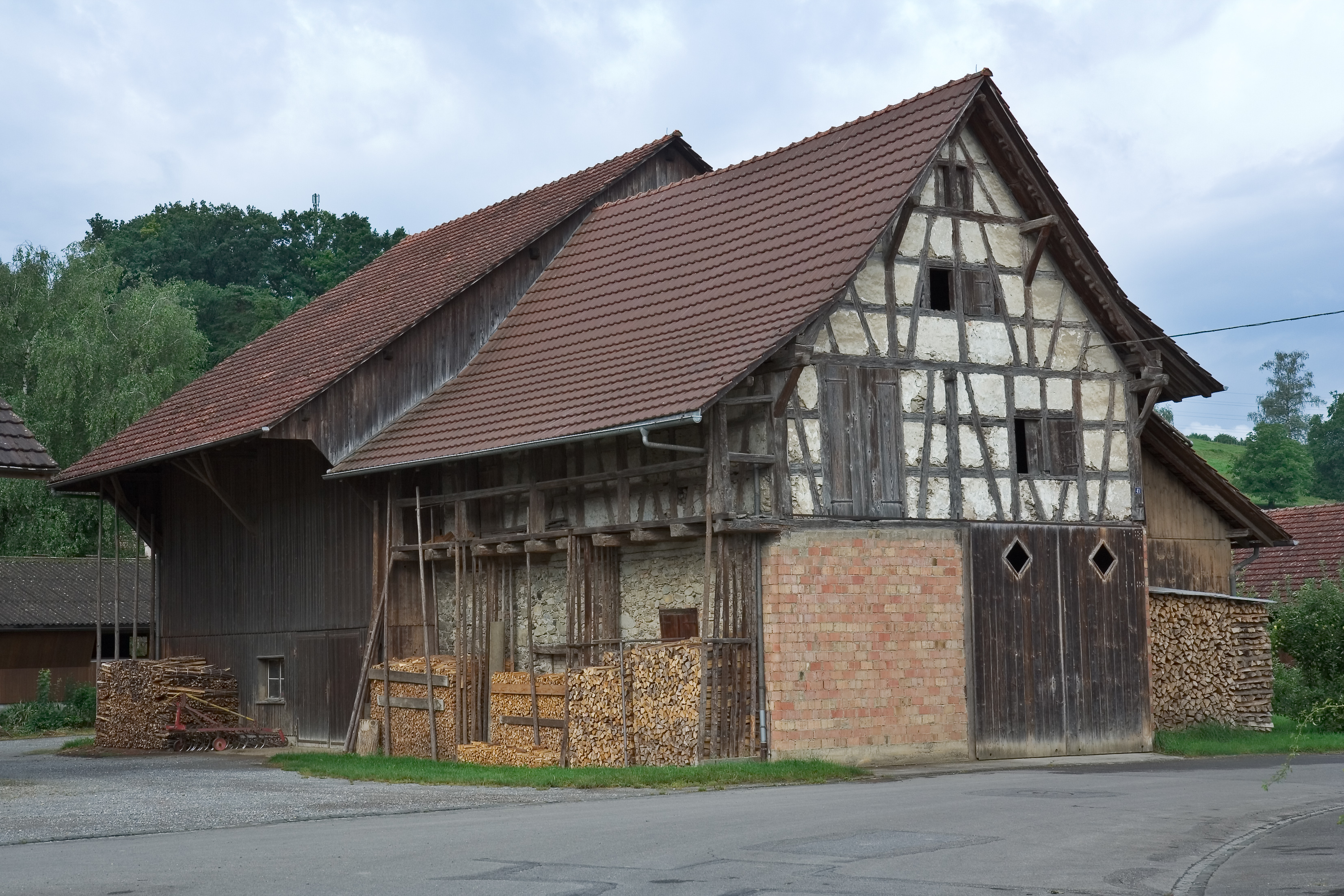
Eine Scheune in Schlattingen
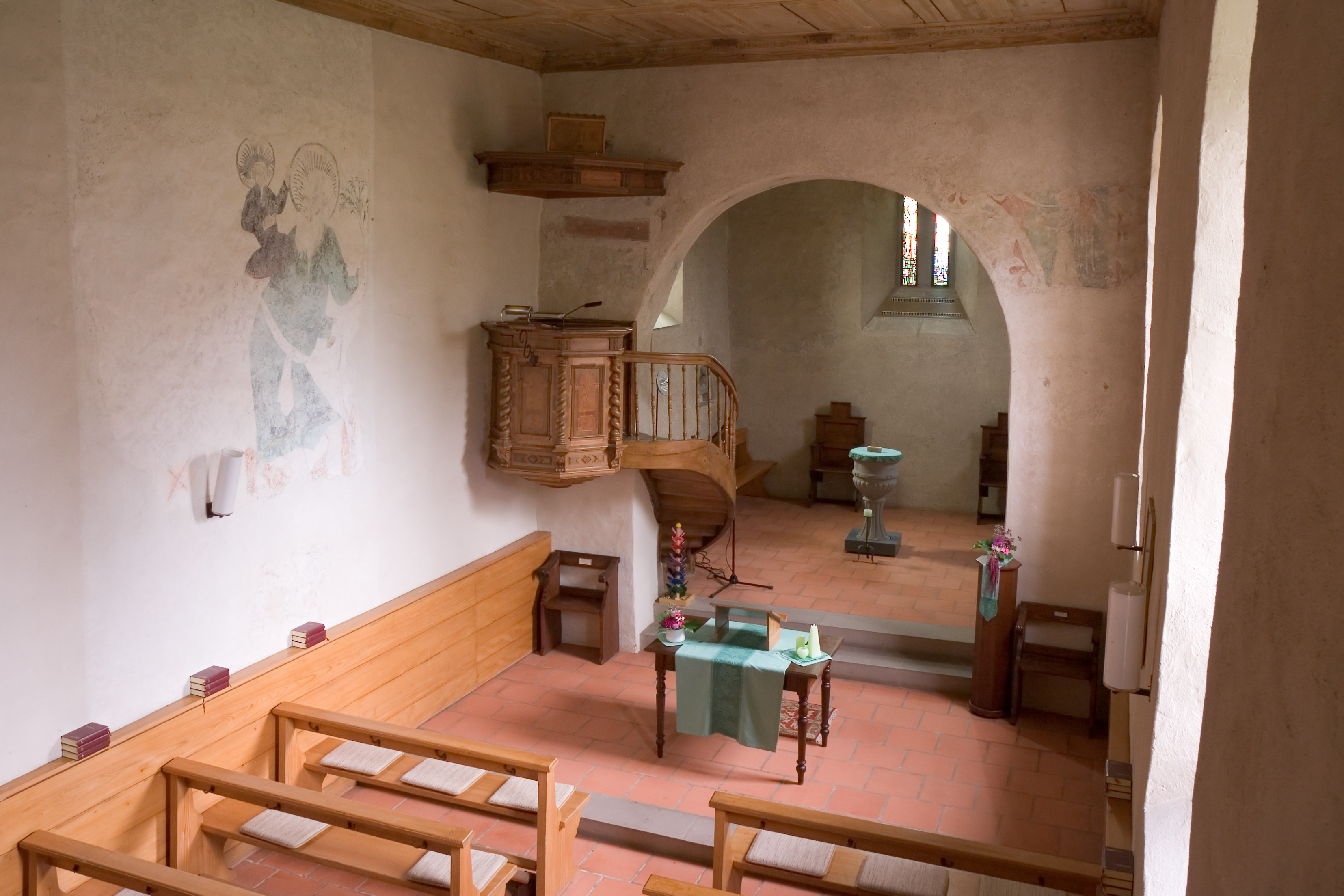
Innenraum der Kirche
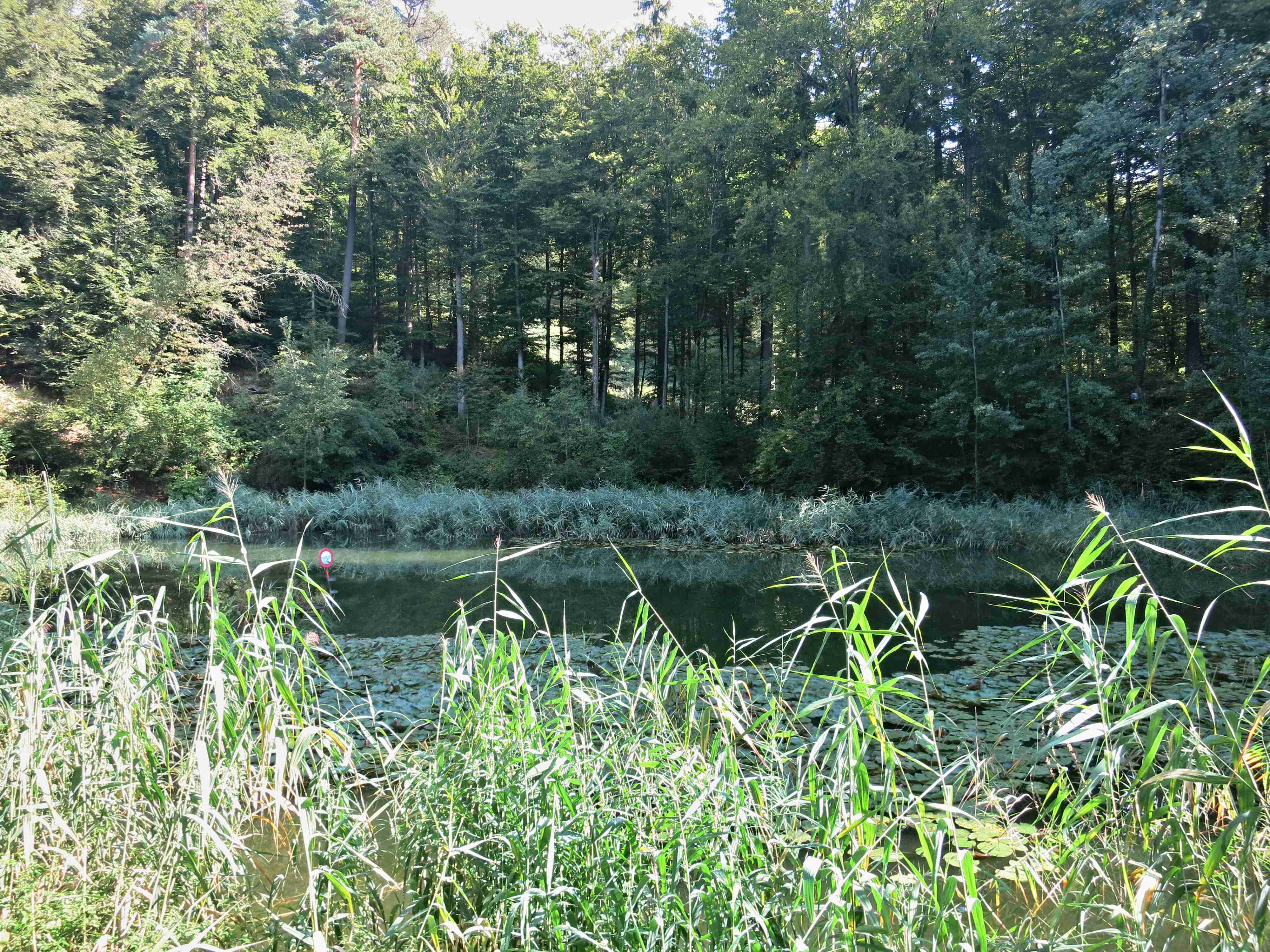
Blauseeli am Südwesthang des Rodenbergs